# La Güereja y algo más
La Güereja y algo más y Güereja de mi vida son series de la televisión mexicana producidas por Xavier López Rodríguez y Miguel Ángel Herros, emitido por la empresa Televisa a través de su primera cadena nacional el Canal de las Estrellas, cuyo contenido se basa en sketches con la actriz cómica María Elena Saldaña.

## La Güereja y algo más
La Güereja (interpretada por María Elena Saldaña) es una niña de padres divorciados y junto con su amiga Jennifer y su novio Milton, se introduce en su propio mundo realizando las actividades propias de los niños, pero con sus peculiaridades suele ser creativa, traviesa, hiperactiva, perezosa, imaginativa, pícara y rebelde. Así mismo, a través de las anécdotas y sucesos que le cuenta su papá o su “papiringo” (interpretado por Benito Castro) como siempre le dice ella, crea un sinfín de historias donde ella es la heroína, eso sin contar que también es aficionada a los videojuegos.
Cabe destacar que en este programa los personajes que desarrolla María Elena Saldaña no se ciñen a uno sólo, pues encontramos a Sor Visitación, una monjita que realiza actividades fuera del convento, tales como vender rompope y galletas que preparan las demás monjas y termina siempre metiéndose en problemas que poco o nada tienen que ver con su carácter religioso. Por otro lado, encontramos también a Mimí Piquín, una diva del teatro de revista de la década de los años 1920, acosada por sus admiradores a los que desprecia con lujo de detalle. Fueron grabados 52 episodios.

### Sketches
1. La Güereja
2. Mimí Piquín
3. Sor Zita

## Güereja de mi vida
Años más tarde, el 10 de julio de 2001, surgió el programa Güereja de mi vida, la secuela de La Güereja y algo más, producido musicalmente por Benito Castro De La Mora y producido ejecutivamente por Miguel Ángel Herros A..

### Argumento
A diferencia de la primera serie, esta serie está solamente enfocada en el personaje de la Güereja. Sólo aparece con su "Papiringo" debido a que su "Mamiringa" se fue a vivir a la ciudad de Saltillo, Coahuila. El "Papiringo" ahora se dedica a vender automóviles, mientras que la Güereja estudia en el colegio "Franco Tirador". Fueron grabados 31 episodios.

### Personajes
- María Elena Saldaña... Mariquita "Güereja" Castro Pérez
- Benito Castro... Benito "Papiringo" Castro
- Germán Gutiérrez... Manolo
- Gabriela Goldsmith... Miss Alberta Caña
- Juan Carlos Serrán... Director Severiano A. Wilson
- Thelma Dorantes... Lamentaciones Segura
- Raúl Padilla "Chóforo" y Arturo García Tenorio... Don Casimiro
- Alejandra Procuna... Susana
- Ricardo de Pascual... Jefe de Benito
- Rebeca Manríquez... Laura Patricia

### Episodios
| Episodio | Título                           | Estreno                  |
| --- | -------------------------------- | ------------------------ |
| 1 | «No tengo madre»                 | 10 de julio de 2001      |
| La güereja esta triste porque en la escuela le recordaron la ausencia de su madre, intenta de todas formas conseguir una nueva, hasta terminar con una sargento del ejército.                                                                                                   |                                  |                          |
| 2 | «La autoestima»                  | 17 de julio de 2001      |
| La güereja aprende lo que es la autoestima, sin imaginar la confusión que creará. |                                  |                          |
| 3 | «Daltonismo»                     | 24 de julio de 2001      |
| La güereja se hace un examen de la vista y descubren que tiene problemas de daltonismo. |                                  |                          |
| 4 | «Amnesia»                        | 31 de julio de 2001      |
| Después de regresar de una venta con su papiringo, la güereja sufre un accidente en el microbús, la cual hace que tenga un repentino cambio de personalidad, producto de su amnesia.                                                                                            |                                  |                          |
| 5 | «Pinturas rupestres»             | 7 de agosto de 2001      |
| La güereja ve un programa sobre las pinturas rupestres en la televisión, lo cual le da la idea para decorar su cuarto. |                                  |                          |
| 6 | «El adulterío»                   | 14 de agosto de 2001     |
| Por una confusión de acento, sus maestros y su papiringo piensan que la güereja quiere saber que es el adulterio, cuando en realidad habla de los adultos. |                                  |                          |
| 7 | «El implante del papiringo»      | 21 de agosto de 2001     |
| El papiringo tiene un fuerte dolor de muela, así que va al dentista para curar su mal. |                                  |                          |
| 8 | «¡Ay Nanita!»                    | 28 de agosto de 2001     |
| El papiringo tiene que salir a Toluca para realizar una venta y deja a la güereja a cargo de una niñera, sin imaginar el cuento de miedo que creó. |                                  |                          |
| 9 | «¡Ese es mi patín!»              | 4 de septiembre de 2001  |
| La güereja quiere un patín a toda costa, pero es muy caro, así que su papiringo le dará una solución a ese problema. |                                  |                          |
| 10 | «El silencio de la güereja»      | 11 de septiembre de 2001 |
| La güereja desconfía mucho de los adultos, así que ha decidido dejar de hablar como protesta. Dato curioso: Este episodio era transmitido ese día, pero fue suspendido tras la transmisión de los atentados en Nueva York.                                                      |                                  |                          |
| 11 | «La Titiringa»                   | 18 de septiembre de 2001 |
| La prima lejana de Benito llega de visita, sin imaginar cuales son sus intenciones. |                                  |                          |
| 12 | «Hay de crisis a crisis»         | 25 de septiembre de 2001 |
| La güereja pasa por una crisis temprana a su edad, así que recurre a Susana para saber porque tiene esa crisis. |                                  |                          |
| 13 | «La güereja impresionista»       | 2 de octubre de 2001     |
| La güereja tiene unas repentinas ideas sobre pinturas, así que monta una exposición sin imaginar que hasta una contrabandista de obras de arte la visitará. Invitado especial: Isaura Espinoza                                                                                  |                                  |                          |
| 14 | «Pasteles, pasteles y algo más»  | 9 de octubre de 2001     |
| La güereja y su papiringo visitan una pastelería, Benito queda muy enamorado de Elsa la propietaria y la güereja intenta frustrar un asalto, pero termina en un divertido secuestro. Invitados especiales: Manuel "Flaco" Ibañez como el asaltante, y Maneli Morales como Elsa. |                                  |                          |
| 15 | «Ya te vi güereja»               | 16 de octubre de 2001    |
| Benito tiene una reunión con Miss Lamentaciones en la escuela de la güereja, pero ella tratará de impedirlo que cualquier forma. |                                  |                          |
| 16 | «La colegiatura o la vida»       | 23 de octubre de 2001    |
| Benito atraviesa por problemas económicos, para acabarla le exigen a la güereja que pague la colegiatura para poder presentar el examen semestral, ¿Qué hará Benito para pagar la colegiatura? Invitados especiales: Roxana Castellanos y Maneli Morales como Elsa.             |                                  |                          |
| 17 | «¡Buuuu!»                        | 30 de octubre de 2001    |
| La güereja ve muchos programas de terror en la televisión, viviendo una divertida noche de brujas. |                                  |                          |
| 18 | «El método A. Wilson»            | 6 de noviembre de 2001   |
| El Director Severiano planea ser más enérgico sobre todo con la güereja, así que implantará su famoso "Método A. Wilson" para que la güereja aprenda cosas nuevas. |                                  |                          |
| 19 | «El festín de la güereja»        | 13 de noviembre de 2001  |
| Benito tiene una cena importante con unos clientes de la agencia de autos en donde trabaja y a él le encargan de preparar la cena, la güereja estará lista para ayudarlo. Invitados especiales: Alfredo Oropeza, Jacqueline Arroyo                                              |                                  |                          |
| 20 | «La gran venta de La Revolución» | 20 de noviembre de 2001  |
| Benito apuesta con Manolo y su jefe a que gana el América, él pierde, y tiene que hacer una divertida venta el Día de la Revolución Mexicana. |                                  |                          |
| 21 | «Solo para güerejas»             | 27 de noviembre de 2001  |
| La güereja apoya a Susana a organizar una divertida despedida de soltera para una de las amigas de Susana, hasta piensa en contratar al show de Solo para Mujeres. |                                  |                          |
| 22 | «San Manolo»                     | 4 de diciembre de 2001   |
| Benito no puede ir a la escuela a recoger a la güereja, así que le encarga a Manolo la difícil tarea de cuidar a su hija. |                                  |                          |
| 23 | «¿Dónde está Román?»             | 11 de diciembre de 2001  |
| Benito y la güereja le ayudarán a Susana a presentar a Benito como Román su novio, sin pensar que él tiene que estar con Laura Patricia, su novia, en una fiesta de disfraces.                                                                                                  |                                  |                          |
| 24 | «¿Y las ménsulas?»               | 18 de diciembre de 2001  |
| Don Casimiro está desesperado por buscar unas "ménsulas", la güereja a su modo le ayudará a buscarlas. |                                  |                          |
| 25 | «Carta a los Reyes Magos»        | 25 de diciembre de 2001  |
| La güereja ha perdido la ilusión de creer en los Reyes Magos, Benito, Manolo y Don Casimiro harán que la recupere. Nota: Este episodio originalmente se estrenaría el 1 de enero, pero se decidió pasar a la fecha de Navidad.                                                  |                                  |                          |
| 26 | «Kid Papiringo»                  | 1 de enero de 2002       |
| Benito tiene un conflicto con el maestro de Educación Física de la escuela de la güereja, sin imaginar que es un boxeador retirado por conflictivo. Invitados especiales: Toño Infante y Eduardo Rivera.                                                                        |                                  |                          |
| 27 | «Loca por el Internet»           | 22 de enero de 2002      |
| La güereja está más tiempo en la computadora navegando en Internet que conviviendo con su papiringo, esto le preocupará mucho a Benito, hasta llegar a inventar una enfermedad para quitarle ese vicio a su hija.                                                               |                                  |                          |
| 28 | «Amor, Amor, Amor»               | 29 de enero de 2002      |
| La güereja hará de Cupido, tanto con su papiringo como con Manolo. |                                  |                          |
| 29 | «Cambio de personalidad»         | 5 de febrero de 2002     |
| La güereja y Benito intercambian cuerpos esto debido a que sufren un toque eléctrico al tocar unos cables pelados que dejó Casimiro, este recurrirá a una hierbera para regresar todo a la normalidad.                                                                          |                                  |                          |

### PremiosTV y Novelas
| Año  | Categoría                 | Persona             | Resultado |
| ---- | ------------------------- | ------------------- | --------- |
| 2002 | Mejor Programa de Comedia | María Elena Saldaña | Ganador   |